# Campeonato Mundial de Ciclismo en Ruta de 2002
El LXIX Campeonato Mundial de Ciclismo en Ruta se realizó en Zolder (Bélgica) entre el 8 y el 13 de octubre de 2002, bajo la organización de la Unión Ciclista Internacional (UCI) y la Real Liga Belga de Ciclismo. 
El campeonato constó de carreras en las especialidades de contrarreloj y de ruta, en las divisiones élite masculino, élite femenino y masculino sub-23; en total se otorgaron seis títulos de campeón mundial. 

## Resultados

### Masculino
- Contrarreloj

| Puesto | Ciclista                  | País     | Tiempo  |
| ------ | ------------------------- | -------- | ------- |
| Oro    | Santiago Botero           | Colombia | 48:04,4 |
| Plata  | Michael Rich              | Alemania | 48:16,7 |
| Bronce | Igor González de Galdeano | España   | 48:25,6 |

- Ruta

| Puesto | Ciclista        | País      | Tiempo  |
| ------ | --------------- | --------- | ------- |
| Oro    | Mario Cipollini | Italia    | 5:30:03 |
| Plata  | Robbie McEwen   | Australia | 5:30:03 |
| Bronce | Erik Zabel      | Alemania  | 5:30:03 |

### Femenino
- Contrarreloj

| Puesto | Ciclista         | País  | Tiempo  |
| ------ | ---------------- | ----- | ------- |
| Oro    | Zulfiya Zabirova | Rusia | 30:02,6 |
| Plata  | Nicole Brändli   | Suiza | 30:17,3 |
| Bronce | Karin Thürig     | Suiza | 30:18,3 |

- Ruta

| Puesto | Ciclista          | País   | Tiempo  |
| ------ | ----------------- | ------ | ------- |
| Oro    | Susanne Ljungskog | Suecia | 2:59:15 |
| Plata  | Nicole Brändli    | Suiza  | 2:59:15 |
| Bronce | Joane Somarriba   | España | 2:59:15 |

### Sub-23
- Contrarreloj

| Puesto | Ciclista          | País     | Tiempo  |
| ------ | ----------------- | -------- | ------- |
| Oro    | Tomas Vaitkus     | Lituania | 38:40,8 |
| Plata  | Alexandr Bespalov | Rusia    | 39:22,5 |
| Bronce | Sérgio Paulinho   | Portugal | 40:09,8 |

- Ruta

| Puesto | Ciclista                    | País   | Tiempo  |
| ------ | --------------------------- | ------ | ------- |
| Oro    | Francesco Chicchi           | Italia | 3:36,28 |
| Plata  | Francisco Gutiérrez Álvarez | España | 3:36,28 |
| Bronce | David Loosli                | Suiza  | 3:36,28 |

## Medallero
| Núm. | País      | Oro | Plata | Bronce | Total |
| ---- | --------- | --- | ----- | ------ | ----- |
| 1    | Italia    | 2   | 0     | 0      | 2     |
| 2    | Rusia     | 1   | 1     | 0      | 2     |
| 3    | Colombia  | 1   | 0     | 0      | 1     |
|      | Lituania  | 1   | 0     | 0      | 1     |
|      | Suecia    | 1   | 0     | 0      | 1     |
| 6    | Suiza     | 0   | 2     | 2      | 4     |
| 7    | España    | 0   | 1     | 2      | 3     |
| 8    | Alemania  | 0   | 1     | 1      | 2     |
| 9    | Australia | 0   | 1     | 0      | 1     |
| 10   | Portugal  | 0   | 0     | 1      | 1     |
|      | TOTAL     | 6   | 6     | 6      | 18    |